# 王玉庄站
王玉庄站，位于河北省张家口市万全县安家堡乡，建于1909年。离北京站225公里，离包头站607公里。距上行车站孔家庄站8公里，距下行车站郭磊庄站9公里。该站隶属北京铁路局。不办理客运业务和货运业务，为四等车站。